# Scymnus auritus
Ekdvärgpiga (Scymnus auritus) är en skalbaggsart som beskrevs av Carl Peter Thunberg 1795. Den ingår i släktet Scymnus och familjen nyckelpigor.

## Beskrivning
En kort, bred nyckelpiga som har ett orangefärgat huvud med svarta ögon och orangefärgade antenner. Täckvingarna är svarta med kort behåring, medan bakkroppens undersida är orange med undantag för det bakersta, svarta segmentet. Hos honan är halsskölden helsvart, medan den hos hanen är gulorange med en mörkare fläck.Benen är gulorange hos båda könen. Nyckelpigan är mycket liten, med en kroppslängd mellan 2 och 2,5 mm.

## Utbredning
Utbredningsområdet omfattar Nord- och Mellaneuropa inklusive de Brittiska öarna men exklusive Island och österut via Belarus, Ukraina, Ryssland, Moldavien, Georgien, Armenien, Azerbajdzjan och Centralasien till Sibirien och Kina. I sydöst når det Cypern. I Sverige förekommer arten i Götaland, Svealand och med spridda fynd i Norrland, medan den i Finland har påträffats längst i söder (i Nyland och Egentliga Finland).

## Ekologi
Habitatet utgörs främst av lövskog, där arten förekommer på körsbärsträd under våren, när dessa blommar, samt på hagtorn under samma tid. Senare övergår den till att vistas på ekar och lindar. Födan består av bladlöss, vinlöss och växtkvalster.